# Sholgara
Sholgara é uma cidade do Afeganistão, localizada na província de Balkh.